# Willem Geets

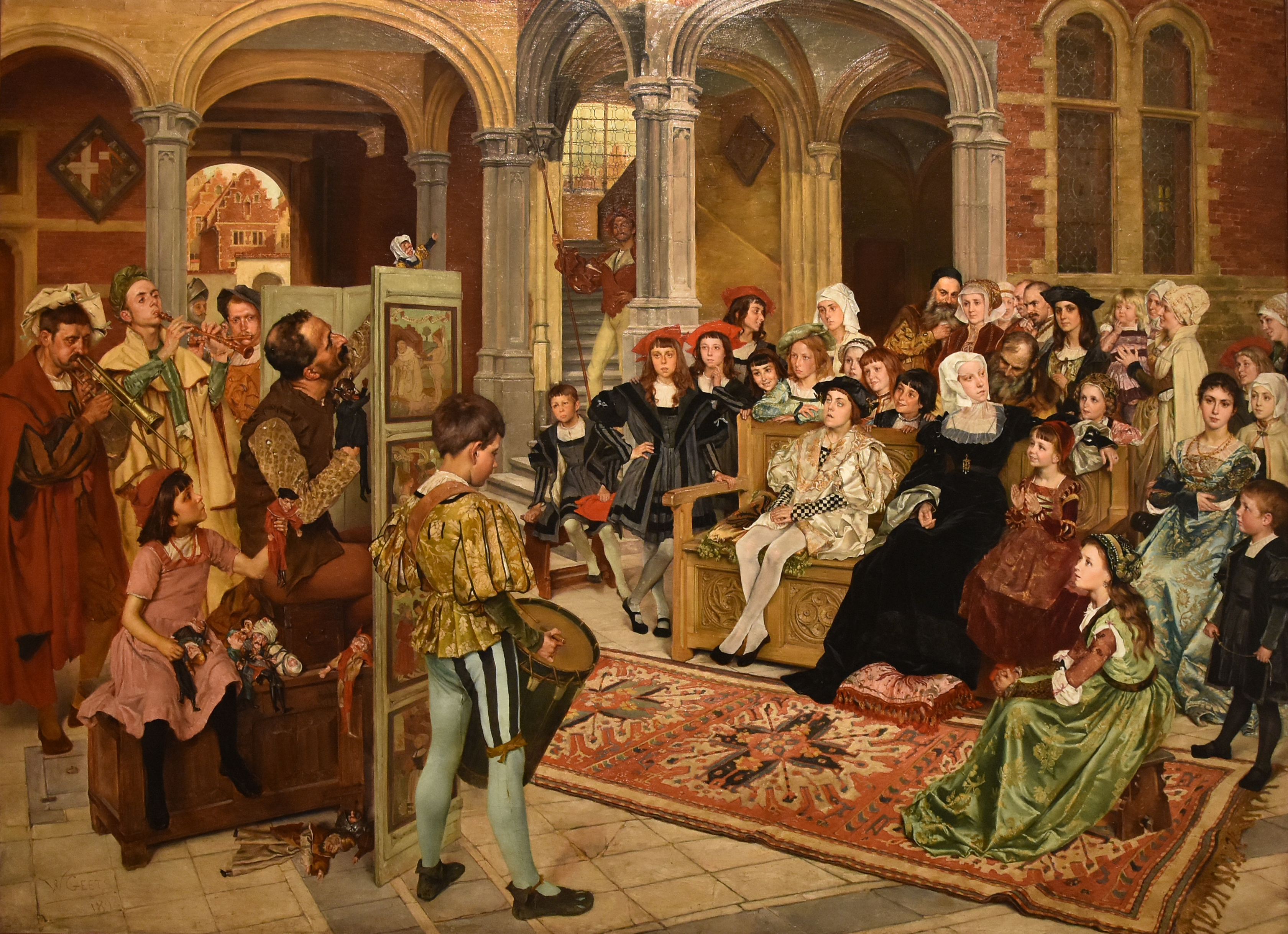
Poppenspel aan het hof van Margaretha van Oostenrijk in het Museum Hof van Busleyden

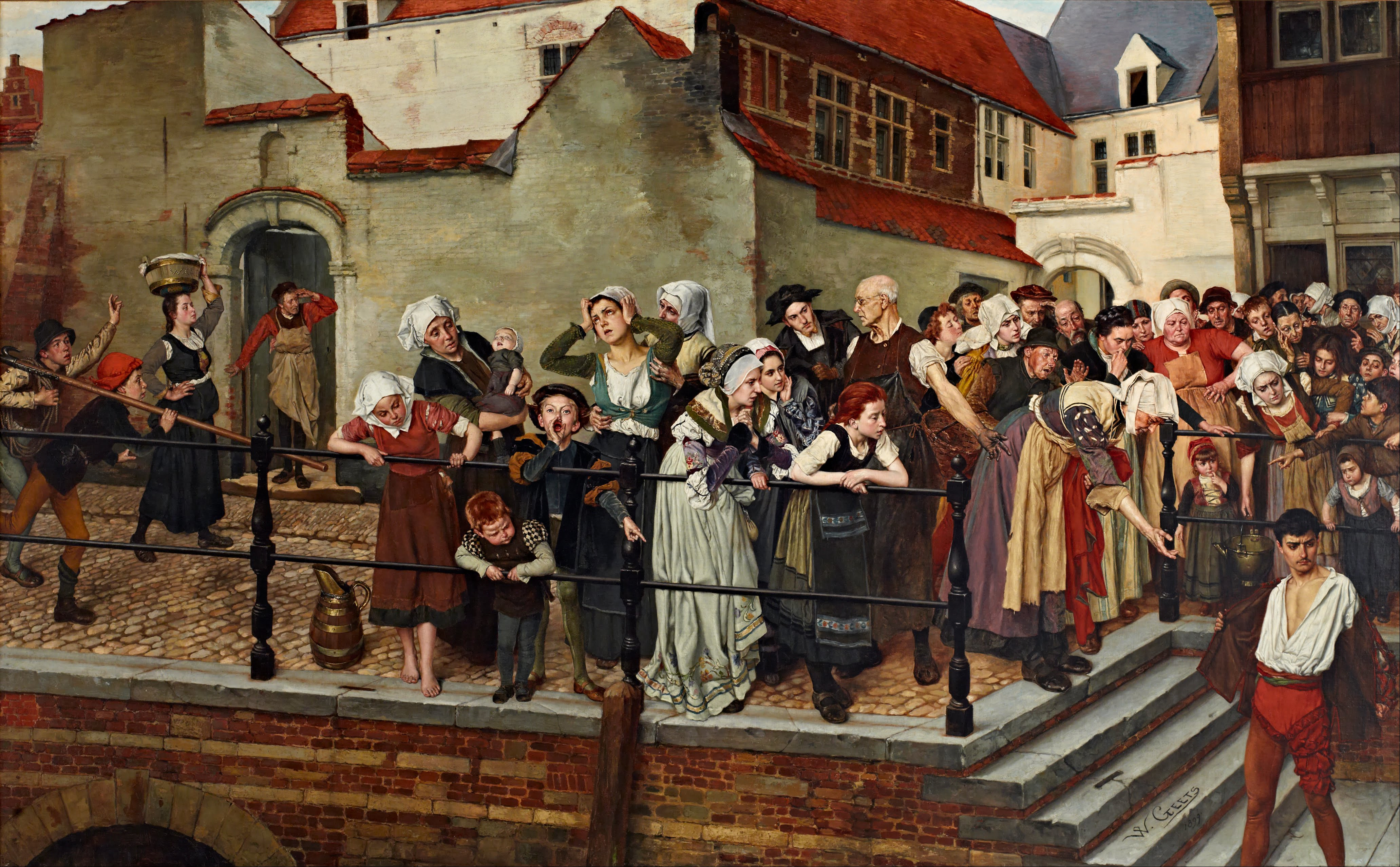
Willem Geets, Het Ongeval, 1899

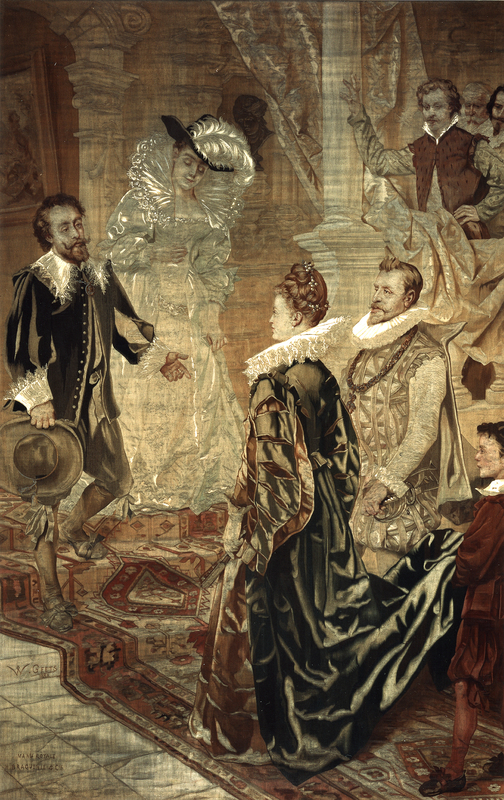
Rubens ontvangt Albrecht en Isabella in zijn woning, wandtapijt ontworpen door Willem Geets in de rookkamer van de Senaat, geweven door de manufactuur Braquenié & Cie

Willem Geets (Mechelen, 20 januari 1838 – aldaar, 19 januari 1919) was een Belgisch kunstschilder.

## Levensloop
Als kind had Willem Geets reeds een duidelijk tekentalent. Hij begon zijn artistieke studies aan de Academie in Mechelen, later aan de Academie van Antwerpen. Hij kreeg in Antwerpen les van onder anderen Nicaise De Keyser, een van de belangrijkste schilders van de Vlaamse romantiek. Verder kreeg hij ook les van Léon Cogniet in Parijs (1861-1863).
In 1869 werd hij benoemd tot directeur van de Academie te Mechelen. Deze instelling speelde een grote rol in de opleiding van beeldhouwers voor de Mechelse siermeubelindustrie. Hij bleef in functie tot 1891. Zijn onbegrip voor artistieke nieuwlichterij aan zijn Academie was legendarisch.
In 1886 stichtte hij de Sint-Lucasgilde, een vereniging voor beeldende kunstenaars in Mechelen.

## Werken
Willem Geets is vooral bekend omwille van zijn historische schilderijen. Zo maakte hij onder meer schilderijen over het leven van keizer Karel V, de Spaanse Nederlanden, de (eerdere) Bourgondische tijd, en zelfs over de Romeinse tijd. Het genre dat hij beoefende was eigenlijk al over zijn hoogtepunt heen toen Geets zich er aan waagde. Hij is dan ook een late uitloper van de romantiek.
Hij schilderde ook portretten en genretaferelen.
Geets ontwierp verschillende wandtapijten, onder meer voor het stadhuis van Brussel en voor de Belgische Senaat.
Hij was ook een toneelliefhebber. Zo was hij actief in toneelkring "De Taalzucht", waarvoor hij ook zelf toneelstukken schreef.

## Musea
- Antwerpen, Koninklijk Museum voor Schone Kunsten
- Birmingham
- Liverpool, Walker Art Gallery
- Mechelen, Museum Hof van Busleyden

## Trivia
- Er is een straatnaam in Mechelen naar Willem Geets vernoemd.
- In Mechelen staat een monument.
- Zijn echtgenote Emilie de Bruyne was schilderes van bloemen op keramiek en van schilderijen met bloemen.

- Gemeinsame Normdatei: 174210965
- International Standard Name Identifier: 0000 0000 6974 0198
- RKD-Nederlands Instituut voor Kunstgeschiedenis: 30696
- Union List of Artist Names: 500024158
- Virtual International Authority File: 95830327
- WorldCat: E39PBJwMFcjvc8ykY6yghRptrq